# Quapaw
Quapaw (U-ʞaʹ-qpa, Ugakhpa, Ugákhpa, Kwapa, Akansa, Arkansa, Arkansas).- /="ljudje dolvodno"/ je eno od Siouan plemen, Indijancev iz skupine Dhegiha, z ustja reke Arkansas v Arkansasu in Mississippiju. Najbolj sorodni so plemenom Kansa, Omaha, Ponca in Osage. Od nekdanje populacije, 2.500 (1650), jih je ostalo 600 (2000), naseljenih v Oklahomi.

## Ime
Ime Quapaw je prišlo iz izraza Ugakhpa, "ljudje nizvodno". Ime Arkansa ali Arkansas je prišlo od Illinois  Indijancev, ki so jih imenovali "Akansea", kar pomeni Ljudje južnega vetra. Prvič se omenjajo kot Capaha ali Pacaha, kar uporablja de Soto leta 1541, ki najde njihovo dobro z palisadami zaščiteno naselje, najverjetneje na območju današnjega okrožja Phillips. Leta 1673 se na Marquettovi karti omenja tudi ime Papikaha, to ime je očitno kasnejša različica imena Pacaha. Druga imena, ki so jih imeli, so bila Bow Indijanci, verjetno po lesenem loku iz drevesa "Maclura pomifera", v angleškem jeziku imenovano ‘osage orange‘, katerega plod je rumeno-zeleno sadje, imenovano "hedge apples." Pleme Wyandot jih je imenovalo Utsúshuat, ("divja jabolka"; "Carica papaya"). Ime Ima so jim dali Caddo Indijanci, morda po kakšni njihovi vasi. Beaux Hommes je staro francosko ime.

## Zgodovina
Quapaw Indijanci so bili v zgodovini del večje skupine, znane kot Dhegiha, katere pradomovina je bila dolina reke Ohio. Stari Dhegihe so se razdelili na pet plemen, danes znanih kot Quapaw, Osage, Ponca, Kansa in Omaha. Quapawi so se premikali navzdol po Mississippiju, od tod tudi ime "Ugaxpa" ali "ljudje nizvodno." Ugakhpe so se naselili na mestu, kjer se srečata Arkansas in Mississippi. Tukaj so zgradili 4 velike vasi, katerih imena poznamo še danes, to so:
- Tongigua (Tañwañzhita), na strani države Mississippi reke Mississippi blizu ustja reke Arkansas, verjetno v okrožju Bolivar County.

- Tourima ali Touriman (Tiwadimañ), tam, kjer se združita White River in Mississippi, okrožje Desha, morda se je imenovalo tudi Imaha.

- Ukakhpakhti (Kappa), na Mississippiju, verjetno v okrožju Phillips.

- Uzutiuhi (Ossoteoue), na južni strani spodnjega toka reke Arkansas nedaleč od Arkansas Posta.

Mooney je leta 1929 ocenil, da je bilo leta 1650 Quapawov okoli 2.500. Do ločitve Dhegiha je lahko prišlo okoli 1500. leta, ko so se Omaha Indijanci ločili od Kawa in Quapawov v regiji Wabasha in Ohia. Pleme Pacaha ali Capaha, ki ga leta 1541 sreča de Soto, Mooney meni, da so bili prvi Quapawi, ki jih je srečal beli človek, vendar to ni povsem zanesljivo. Prvi zanesljiv podatek je iz leta 1673, ko jih sreča francoski jezuit Jacques Marquette v družbi z Louisom Jollietom, na svojem znanem potovanju navzdol po Mississippiju. Že leta 1682 René Robert Cavelier, Sieur de La Salle prehaja skozi njihove vasi, katerih je bilo takrat 5 in ena od njih na vzhodni obali Mississippija. V vseh francoskih stikih z Quapaw Indijanci so bila srečanja miroljubna. Mooney za te zgodnje Quapawe pravi, da so bili sestavljeni iz 4 podplemen in sicer Ugahpahti, Uzutiuhi, Tiwadimañ in Tañwañzhita, ali pod francoskimi oblikami Kappa, Ossoteoue, Touriman in Tonginga.
Leta 1683 je francoski poveljnik Henri de Tonti (okoli 1650–1704) postavil postojanko na reki Arkansas, blizu ustja, na mestu kasnejšega Arkansas Posta, s čimer se je začela okupacija dežele Quapaw Indijancev. V 18. stoletju so bili Quapawi v zavezništvu s Francozi in so jim pomagali pri iztrebljanju sovražnih plemen. 
Kmalu po tem, ko je to območje prišlo pod oblast ZDA (1803), so bili Quapawi naseljeni v 3 vaseh na južni strani Arkansasa, približno 12 mi (19 km) gorvodno od Arkansas Posta. Leta 1818 je prišlo do prve pogodbe z ameriško vlado, po kateri so prepustili vse svoje zemlje od Red Rivera do za Arkansasom in vzhodno od Mississippija, razen majhne parcele med Arkansasom in Saline, na jugovzhodu države. Leta 1824 so ponovno prepustili preostanek zemlje, razen 80 arov (en ar je 0,40468 ha ) blizu Pine Bluffa. Poglavar Saracen (Sarrasin) je umrl okoli leta 1830 in je bil pokopan blizu cerkve sv. Jožefa. Štiri leta kasneje (1834) so bili Quapawi preseljeni v Oklahomo na misijo "Saint Mary of the Quapaws", v Quapaw. Selitve se s tem niso končale. Pleme se je leta 1856 razdelilo na 3 skupine (bande), ena se je naselila z Indijanci Creek, druga ob reki Canadian in tretja na severovzhodu. Leta 1859 so odšli v rezervat Quapaw v Kansasu, vendar so že leta 1867 ta zemljišča prepustili ZDA in odšli v Oklahomo. Leta 1877 so se pridružili Indijancem Ponca in se preselili v nov rezervat zahodno od rezervata Osage, kjer se jim je pridružilo tudi 450 Nez Percejev, tuje pleme, od katerih se je večina leta 1885, po epidemijah, vrnila v Idaho. Quapawi še danes živijo v Oklahomi.

## Etnografija
Indijanci Quapaw so bili prerijsko vaško pleme, kmetijsko, a tudi lovsko. Njihove hiše so bile pravokotne oblike, postavljene okoli osrednjega prostora (trga), v vzporedni vrsti. Te hiše so bile dolge in zgrajene za več družin, iz lesa in prekrite z lubjem. Javne zgradbe, ki jih je imela vsaka vas, so bile postavljene na umetnih gričih in so služile Indijancem za sestanke in slovesnosti. Vsaka vas je imela svojega vodjo, izbranega s strani sveta starešin. Vas je svoje zadeve opravljala neodvisno, razen stvari, ki so se nanašale na celotno pleme.
Quapawi so gojili koruzo, fižol, buče, tobak in drugo, na svojih poljih v bližini vasi. Meso so dobivali z lovom, glavna lovina pa so bili jeleni, medvedi, ameriški bizoni, manjši sesalci, vodne ptice, divji purani ter sezonski ribolov.
Oblačila Quapawov so bila poleti, v toplem vremenu, skromna tako za ženske kot za moške. V hladnejšem obdobju sta oba spola nosila nogavice (leggins), mokasine in ogrinjala iz bizonske kože. Ženske so nosile lase spuščene, pri dekletih pa je bil običaj, da so jih nosile v pletenicah, ovitih v kolut in pritrjenih za ušesi.
Družina je bila temeljna enota socialne organizacije. Skupine sorodnih družin so tvorile klane. Klan je bil pri njih poimenovan, nosil je ime prednika, običajno kakšne živali, s katero so se klanski sorodniki identificirali, ali po kakšnem naravnem pojavu, kot je grom.